# アーサー・アンズリー (第10代ヴァレンティア子爵)
第10代ヴァレンティア子爵アーサー・アンズリー（英語: Arthur Annesley, 10th Viscount Valentia、1785年11月30日 – 1863年12月30日）は、アイルランド貴族。

## 生涯
アーサー・アンズリー（1760年 – 1841年1月20日）と妻キャサリン（Catherine、旧姓ハーディー（Hardy）、チャールズ・ハーディーの娘）の長男として、1785年11月30日にブレッチンドンで生まれた。初代ヴァレンティア子爵フランシス・アンズリーの男系子孫だった。
1844年7月23日に遠戚にあたる第2代マウントノリス伯爵ジョージ・アンズリーが死去すると、ヴァレンティア子爵を名乗ったが、子爵位の継承権を確定させる手続きはとらなかった。
1863年12月30日にブレッチンドン・パークで死去、長男に先立たれたため孫アーサーが爵位を継承した。

## 家族
1808年8月12日、エレナ・オブライエン（Eleanor O'Brien、1843年6月10日没、ヘンリー・スタッフォード＝オブライエンの娘）と結婚、4男7女をもうけた。
- アーサー（1809年9月14日 – 1844年10月27日） - 1836年1月18日、フローラ・メアリー・マクドナルド（Flora Mary Macdonald、1884年11月5日没、ジェームズ・マクドナルドの娘）と結婚、1男2女をもうけた[2]。第11代ヴァレンティア子爵アーサー・アンズリー（英語版）の父[2]
- テンプル・アーサー・フランシス（Temple Arthur Francis、1813年4月18日 – 1838年1月2日[2]）
- チャールズ・アーサー・ジェームズ・ジョージ（1820年4月27日 – 1861年5月20日[2]）
- アルジャーノン・アーサー・シドニー（Algernon Arthur Sydney、1829年5月25日 – 1908年9月6日） - 香港総督付き秘書官[2]。1864年10月11日、ヘレン・シドニー・リチャーズ（Helen Sydney Richards、1925年10月31日没、グリフィス・リチャーズの娘[3]）と結婚、1男2女をもうけた[2]
- エレナ・アーサー・キャサリン（Eleanor Arthur Catherine、1884年3月22日没） - 生涯未婚[2]
- フランシス・アーサー・シャーロット（1904年5月13日没） - 1852年10月17日、ウィリアム・リンスキル（William Linskill、1900年没）と結婚[2]
- マティルダ・アーサー・マリアン（Matilda Arthur Marianne、1894年5月23日没） - 1845年7月18日、ジョン・ケント・エジャートン・ホームズ（John Kent Egerton Holmes、1848年6月16日没）と結婚、子供あり[2]
- イーヴァ・アーサー・ヘンリー・メドラ（Eva Arthur Henry Medora、1894年没） - 1853年1月12日、サー・ヘンリー・ロビンソン（Sir Henry Robinson、1893年3月没、初代準男爵サー・ヘンリー・ロビンソン（英語版）の父）と結婚、子供あり[2]
- ネイア・アーサー・エイダ・ローズ・ダムール（Nea Arthur Ada Rose d'Amour、1904年1月13日没） - 1846年4月24日、ハーキュリーズ・ロビンソン（英語版）（後の初代ロスミード男爵）と結婚、子供あり[2]
- オーガスタ・アーサー・コンスタンシア（Augusta Arthur Constantia、1892年8月16日没） - 生涯未婚[2]
- アルティシドラ・アーサー・ヴィクトリア（Altisidora Arthur Victoria、1922年5月20日没[4]）